# Park Yeong-Suk
Park Yeong-Suk (en coreano: 박영숙; 4 de agosto de 1960) es una deportista surcoreana que compitió en tiro con arco, en la modalidad de arco recurvo. Ganó dos medallas en el Campeonato Mundial de Tiro con Arco al Aire Libre, oro en 1979 y plata en 1981.

## Palmarés internacional
| Campeonato Mundial al Aire Libre | Campeonato Mundial al Aire Libre | Campeonato Mundial al Aire Libre | Campeonato Mundial al Aire Libre |
| Año                              | Lugar                            | Medalla                          | Prueba                           |
| -------------------------------- | -------------------------------- | -------------------------------- | -------------------------------- |
| 1979                             | Berlín Occidental (RFA)          | Medalla de oro                   | Equipo                           |
| 1981                             | Punta Ala (Italia)               | Medalla de plata                 | Equipo                           |